# Dariusz Rosati
Dariusz Kajetan Rosati, rodným jménem Gaetano Dario Rosati (* 8. srpna 1946 Radom), je polský ekonom a politik italského původu, profesor ekonomie, ministr zahraničních věcí v letech 1995 až 1997, bývalý člen Rada pro měnovou politiku v letech 1998 až 2004, bývalý poslanec Evropského parlamentu v 6. a 8. volebním období nejprve v letech 2004 až 2009 a podruhé v letech 2014 až 2019, bývalý poslanec Sejmu v 7. a 9. volebním období nejprve v letech 2011 až 2014 a podruhé v letech 2019 až 2023.

## Osobní život
Je ženatý (od roku 1971) s módní návrhářkou Teresou Rosati a má dvě děti, Marcina a Weroniku.

## Vyznamenání
- Řád znovuzrozeného Polska: rytíř (1989)
- Stříbrný záslužný kříž (1981)
- Čestný odznak „Za zásluhy o bankovnictví Polské republiky“ (2003)[2]
- Řád zásluh o Italskou republiku: velkokříže (Itálie, 1997)[3]
- Řád litevského velkoknížete Gediminase: Velký velitelský kříž (Litva, 1997)[4]